# Блессингтон, Маргарита
Маргарита (Маргерит) Гардинер, графиня Блессингтон (англ. Marguerite Gardiner, Countess of Blessington), урождённая Пауэр (Power; 1 сентября 1789, Клонмел, графство Южный Типперэри — 4 июня 1849, Париж, Франция) — ирландская писательница, мемуаристка, хозяйка литературного салона.

## Биография
Родилась в семье мелких ирландских землевладельцев. Получила домашнее образование. В возрасте пятнадцати лет выдана замуж за английского офицера капитана Мориса Сент-Леже Фармера, пьянство которого привело его в долговую королевскую тюрьму, где он умер, выпав из окна в октябре 1817 года. Она оставила его через три месяца замужества.
В течение пяти лет Маргерит жила в Хэмпшире в семьей знакомых. Там она была представлена вдовцу ирландцу Чарльзу Гардинеру, 1-му графу Блессингтон, который воспитывал 4-х детей. В феврале 1818 года они поженились.
Летом 1822 года супруги отправились в путешествие на континент. По дороге в Авиньоне они встретили художника графа д’Орсе (который позже стал её ближайшим другом). Во время своего пребывания в Генуе она познакомилась с лордом Байроном и потом в своих воспоминаниях о нём («Conversations with Lord Byron», 1834) много содействовала реабилитации имени великого поэта в его отечестве.
После семья переехала в Неаполь, где она встретила ирландского писателя Ричарда Роберта Мэддена, который позже стал её биографом («The literary life and correspondence of the Countess of Blessington» — Лондон, 3 т. 1855). Потом посетили Флоренцию со своим другом поэтом Лэндором, талантом которого она восхищалась.
Вернувшись в Англию, с 1836 до смерти в 1849 году жила в лондонском Кенсингтоне. Была хозяйкой салона, литературные собрания которого всеми охотно посещались. Среди её гостей были Чарльз Диккенс, Бенджамин Дизраэли,  А. де Виньи, А. де Ламартин и многие другие.
По воспоминаниям современников, отличалась редкой красотой, очарованием и остроумием, щедростью и экстравагантными вкусами.
Любовная связь с французским аристократом Альфредом д’Орсе (1801—1852), мужем её падчерицы леди Харриет Гардинер, вызвала громкий скандал. После того, как доходы от продажи её книг прекратились, а наследство мужа, умершего в 1829 году, было израсходовано на их совместный экстравагантный образ жизни, в 1849 году любовники покинули Великобританию и переселились в Париж, где она умерла от сердечного приступа на 60-м году жизни.
Похоронена на кладбище в Шамбурси близ Парижа вместе со своим возлюбленным — Альфредом д’Орсе.
- Могила графини Блессингтон на кладбище в Шамбурси
- Барельеф на памятнике графини Блессингтон
- Портрет графини, помещённый в одном из изданий «Разговоров с Байроном» (1859)

## Произведения
- «Conversations with Lord Byron» (1834);
- «The victims of society» (Лондон, 1837);
- «Meredith» (1843);
- «Strathern» (1846);
- «Memoirs of a femme de chambre» (1847);
- «Marmaduke Herbert» (1848);
- «Country Quarters» (1850).
- «Travelling sketches in Belgium» (1825);
- «Desultory thoughts and reflections» (Лондон, 1833) — моралистический трактат в духе Ларошфуко, переведён на многие языки;
- «Grace Cassidy, or the repealers» (1833, 3 тома);
- «The two friends» (1835);
- «Confessions of an elderly gentleman» (1836);
- «Confessions of an elderly lady» (1838);
- «The Idler in France» (1839, 2 тома);
- «The governess» (1839);
- «The Idler in Italy» (1840, 3 тома)
- «A tour in the Netherlands».